# Gedalio Tarasow
Gedalio Tarasow (Buenos Aires, Argentina, 22 de mayo 1928 - ibídem, 21 de julio de 2010) fue un periodista y crítico de cine y teatro argentino con una amplia trayectoria artística.

## Carrera
Tarasow fue un gran decano del periodismo de espectáculos y crítico de cine, teatro y música.
Fue uno de los periodistas de espectáculos de más extensa trayectoria en la prensa escrita. Iniciado en la década del '50, fue redactor de las revistas Radiolandia y del mítico Heraldo del Cine, entre muchas otras. A su vez, fue el primer director de TV Guía y secretario de redacción de Antena, Tal Cual, TV Semanal y TV Todo. Realizó críticas de cine en la Revista 10, Teleclic y en los diarios El Cronista Comercial y Tiempos del Mundo. También trabajó en televisión, como productor de Nuevediario y Almorzando con Nélida Lobato (ambos por Canal 9).
Se desempeñó también como secretario de redacción de Repórter del Espectáculo, cuando era medio gráfico, integrante de la célebre redacción del Diario El Mundo.
Publicó un libro titulado 40 años de cine en Hollywood.
Fue socio vitalicio de la Asociación de Cronistas Cinematográficos, entidad de la que integraba el consejo directivo, y vicepresidente de Aptra, además de haber sido integrante de ACE. A lo largo de tres décadas y hasta su fallecimiento, produjo y condujo el programa Jazz negro de los años 20, primero en Radio Urquiza y, luego, en la Radio de las Madres.
Participó como jurado de Festival Internacional de Cine de Mar del Plata.

## Fallecimiento
Geladio Tarasow murió a las 9 de la mañana del miércoles 21 de julio de 2010 debido a un cáncer con el que venia luchando hacia dos años. Sus restos cremados descansan en el Panteón de SADAIC de la Asociación Argentina de Actores del Cementerio de la Chacarita. Tenía 82 años.
Lo homenajearon en la 41.ª entrega de los Premios Martín Fierro en 2010.